# 克里斯蒂安·霍夫曼
克里斯蒂安·霍夫曼（德語：Christian Hoffmann，1974年12月22日—），奥地利男子越野滑雪运动员。他曾代表奥地利参加1998年和2002年冬季奥林匹克运动会越野滑雪比赛，获得一枚金牌和一枚铜牌。